# Стельмахівська сільська рада
Стельмахівська сільська рада — колишній орган місцевого самоврядування у Сватівському районі Луганської області з адміністративним центром у с. Стельмахівка.

## Загальні відомості
Історична дата утворення: в 1994 році. Водоймища на території, підпорядкованій даній раді: річка Жеребець.

## Населені пункти
Сільській раді підпорядковані населені пункти:
- с. Стельмахівка
- с. Артемівка

## Склад ради
Рада складається з 14 депутатів та голови.

### Керівний склад ради
| ПІБ                        | Основні відомості                                                             |  | Дата обрання | Дата звільнення |
| -------------------------- | ----------------------------------------------------------------------------- |  | ------------ | --------------- |
| Обаполенко Ніна Миколаївна | Сільський голова, 1954 року народження, освіта, член Партії регіонів          |  | 26.03.2006   | 31.10.2010      |
| Клименко Микола Вікторович | Сільський голова, 1971 року народження, освіта середня загальна, безпартійний |  | 31.10.2010   |                 |
| Гречаний Михайло Юрійович  | Сільський голова, 1988 року народження, освіта середня спеціальна, член РПЛ   |  | 06.10.2015   |                 |

Примітка: таблиця складена за даними джерела